# Okey L. Patteson

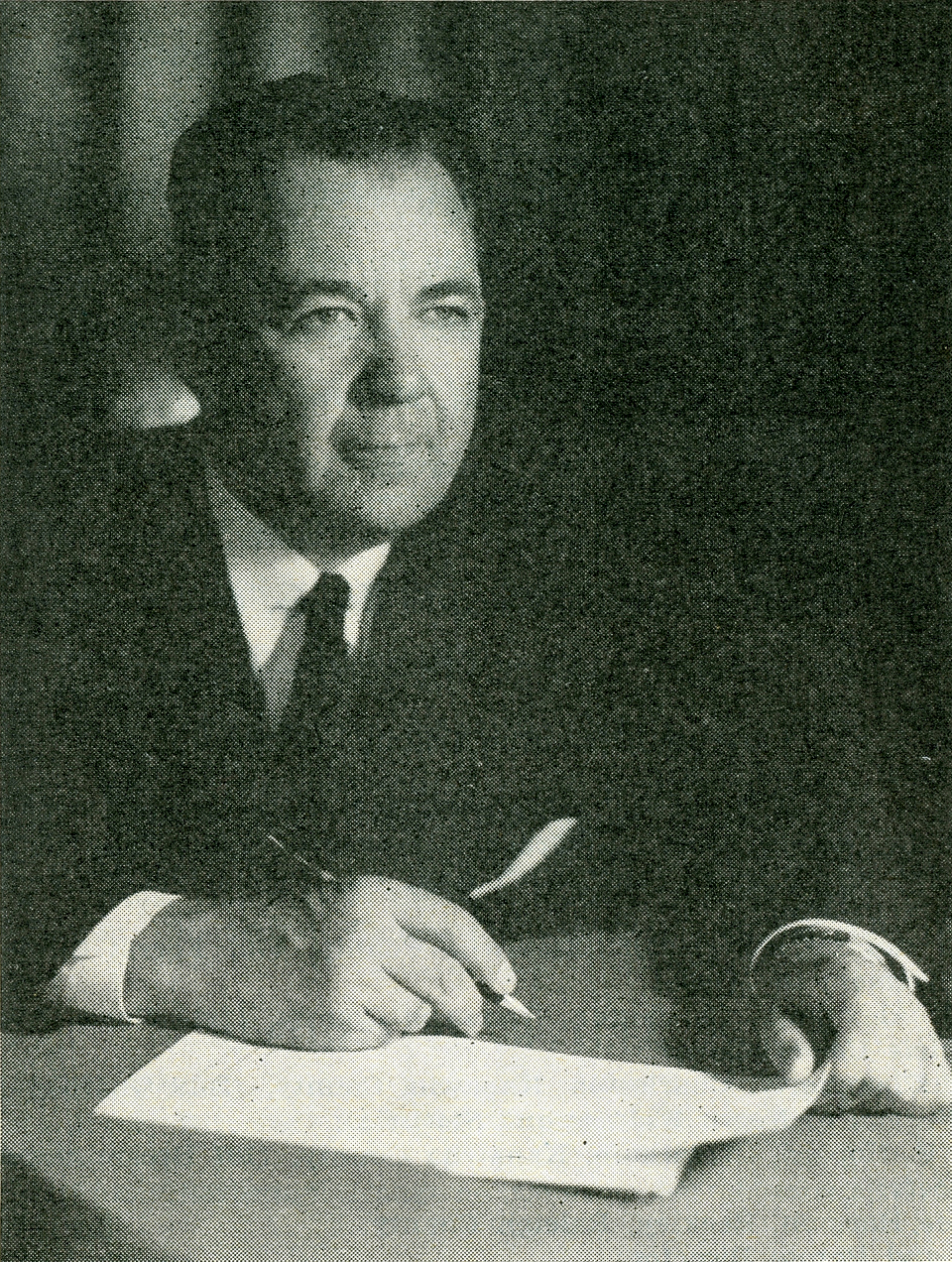
Okey L. Patteson

Okey Leonidas Patteson (* 14. September 1898 in Dingess, Mingo County, West Virginia; † 3. Juli 1989 in Beckley, West Virginia) war ein US-amerikanischer Politiker und von 1949 bis 1953 der 23. Gouverneur des Bundesstaates West Virginia.

## Frühe Jahre und politischer Aufstieg
Okey Patteson besuchte das West Virginia Wesleyan College und das Carnegie Institute of Technology. Danach war er Autoverkäufer und Immobilienmakler in Mount Hope. Nach einem Jagdunfall im Jahr 1932 mussten ihm beide Beine unterhalb des Knies abgenommen werden. Zwischen 1935 und 1941 war Patteson am Bezirksgericht des Fayette County angestellt. Danach wurde er bis 1945 der Sheriff dieses Countys. Im Jahr 1944 war er der Wahlkampfmanager von Clarence W. Meadows. Nach dessen erfolgreicher Wahl zum Gouverneur ernannte er Patteson zu seinem persönlichen Assistenten. Vier Jahre später wurde Patteson selbst als Kandidat der Demokratischen Partei zum Gouverneur von West Virginia gewählt, wobei er sich mit 57:43 Prozent der Stimmen gegen den Republikaner Herbert Stephenson Boreman durchsetzte.

## Gouverneur von West Virginia
Patteson trat seine vierjährige Amtszeit am 17. Januar 1949 an. In dieser Zeit setzte er sich besonders für die Gesundheitspolitik ein. Damals wurde der Gesundheitsausschuss, das so genannte „Board of Health“, gegründet. Die West Virginia University führte vierjährige Medizinstudiengänge ein. Darunter fielen auch die Zahnmedizin und die Ausbildung der Krankenschwestern. Umstritten war aber der Standort dieser Fakultäten. Anstatt sie in der Mitte ds Landes zu platzieren, wurden diese Institute nach Morgantown fast an der Grenze zu Pennsylvania verlegt. In seiner Amtszeit wurde es den Kommunen gestattet, eigene Verkaufssteuern zu erheben. Im Jahr 1952 wurde in West Virginia die Mautkommission gegründet.

## Weiterer Lebenslauf
Nach dem Ende seiner Amtszeit war Patteson zunächst in Mount Hope im Immobiliengeschäft tätig. Dann wurde er zum Generalmanager der Mautgesellschaft von West Virginia ernannt. Später war er in Charleston wieder in das Immobiliengeschäft eingestiegen. Außerdem wurde er Präsident der Raleigh County Bank. Okey Patteson starb 1989 im Alter von 90 Jahren. Er war mit Viole Lee Hawse verheiratet, mit der er zwei Kinder hatte. 